# الجاوة في السعودية
الجاوة في السعودية هم مواطنون سعوديون ينتمون إلى عدة أصول مختلفة قديمة وأماكن متعددة من المنطقة المسماة جنوب شرق آسيا حاليا ، ومع الإشارة لهم محليا بشكل جماعي بإسم الجاوية، حينما هاجر بعضهم من جزيرة جاوة إلى الحجاز وبالتحديد إلى مكة المكرمة، التي عاشوا فيها قبل قرون ، ومن الناحية الاثنية ثقافة الاجيال السابقة والحالية ما عدا الجيل الأول المؤسس تتكون بشكل رئيسي من عناصر الثقافة العربية العامة المشتركة كاللغة الأم والأبجدية والأسماء الشخصية والدين الإسلامي وفرعيا الثقافة الحضرية الحجازية اللتي تشكلت في مدن الحجاز وهم يشكلون وحدة إجتماعية في المجتمع المحلي السعودي  

## مكة المكرمة
أول من قدم إلى مكة المكرمة كان إبراهيم، والذي ترك زوجته هاجر وابنهما إسماعيل. تطبيقاً للأمر الرباني بتركهم عند الوادي غير ذي زرع -مكة- لتجدههما القبيلة المحلية (جُرهم).ومن نسل إسماعيل كانت العرب العدنانية، وكان محمد.
منذ بناء الكعبة على يدي سيدنا إبراهيم وابنه إسماعيل ومكّة هي مهوى أفئدة الناس ومُهاجرهم كما ذكر في القرآن. وبعد ظهور الإسلام دخلت المدينة المنورة كذلك في الموضوع. وصار المسلمون يهاجرون إليهما منذ أكثر من 1400 سنة بدون توقف طلباً للجوار الشريف

## خلفية
يرجع أول ذكر للأرخبيل الإندونيسي إلى عصر الخلافة العباسية، وفقاً لتلك التقارير المبكرة، كان الأرخبيل الإندونيسي مشهوراً بين البحارة المسلمين الأوائل ويرجع ذلك أساساً إلى وفرة سلع تجارة التوابل الثمينة مثل جوزة الطيب والقرنفل والقولنجال والعديد من التوابل الأخرى.
تاريخ وصول وانتشار الإسلام في إندونيسيا غير واضح. تقول إحدى النظريات أنها وصلت مباشرة من شبه الجزيرة العربية قبل القرن التاسع، في حين تعزو أخرى التجار والدعاة إلى جلب الإسلام إلى الجزر الإندونيسية في القرن الثاني عشر أو الثالث عشر إما عن طريق كجرات في الهند أو مباشرة من الشرق الأوسط. قبل وصول الإسلام، كانت الديانات السائدة في إندونيسيا هي البوذية والهندوسية (خاصة تقاليدها الشيفية).
على الرغم من أن التجار المسلمين سافروا أولاً عبر جنوب شرق آسيا في بداية العصر الإسلامي، إلا أن انتشار الإسلام بين سكان الأرخبيل الإندونيسي يعود إلى القرن الثالث عشر في شمال سومطرة. على الرغم من أنه قد عرف أن انتشار الإسلام بدأ من غرب الأرخبيل، إلا أن الأدلة المجزأة لا توحي بموجة متغيرة من التحويل عبر المناطق المجاورة؛ بل تشير إلى أن العملية كانت معقدة وبطيئة. كان انتشار الإسلام مدفوعا بازدياد الروابط التجارية بخارج الأرخبيل؛ وبشكل عام، كان التجار والملوك من الممالك الرئيسية أول من تبني الدين الجديد.
تبنت المناطق الإندونيسية الأخرى الإسلام تدريجيا، مما جعلها الديانة السائدة في جاوة وسومطرة بحلول نهاية القرن السادس عشر. بالنسبة للجزء الأكبر، غطى الإسلام واختلط مع التأثيرات الثقافية والدينية الموجودة، والتي شكلت الشكل السائد للإسلام في إندونيسيا، ولا سيما في جاوة. احتفظت بالي فقط بأغلبية هندوسية. في الأرخبيل الشرقي، كان المبشرون المسيحيون والإسلاميون نشطين في القرنين السادس عشر والسابع عشر، وفي الوقت الحالي، توجد مجتمعات كبيرة من كلا الديانتين في هذه الجزر.
وصل الأوروبيون مثل البرتغاليين إلى إندونيسيا أبتدا من القرن السادس عشر سعياً إلى احتكار مصادر جوزة الطيب الثمينة والقرنفل وفلفل الكبابة في جزر الملوك. في عام 1602 أسس الهولنديون شركة الهند الشرقية الهولندية (VOC) وبحلول عام 1610، أصبحوا القوة الأوروبية المهيمنة. بعد الإفلاس، تم حل VOC رسميا في عام 1800، وأنشأت حكومة هولندا جزر الهند الشرقية الهولندية الخاضعة لسيطرة الحكومة. مع بداية القرن العشرين، امتدت الهيمنة الهولندية إلى الحدود الحالية. الغزو الياباني وما تلاه من احتلال في 1942-45 خلال الحرب العالمية الثانية أنهى الحكم الهولندي، وشجع حركة الاستقلال الاندونيسية السابقة القمع. بعد يومين من استسلام اليابان في أغسطس 1945، أعلن الزعيم القومي، سوكارنو، الاستقلال وأصبح رئيسًا. حاولت هولندا استعادة حكمها، لكن صراعا مسلحا ودبلوماسيا مريرا انتهى في كانون الأول / ديسمبر 1949، عندما اعترف الهولنديون رسميا بالاستقلال الاندونيسي في مواجهة الضغوط الدولية.

## الجاوة
الجاوة تطلق هذه الكلمة في العرف المكي على القادمين من تايلاند وماليزيا والجزر الإندونيسية كافة، وتنسب التسمية إلى جزيرة جاوة أكثر مناطق إندونيسيا كثافة بالسكان.
الجاوة في مفهوم أهل الحجاز، هم حاليا سكان اندونيسيا وماليزيا وبروناي وسنغافورة، وهذه الدول تضم آلاف الجزر وبها عادات وتقاليد واعراق لا حصر لها، وكان الحضارم من أقدم العرب الذين استوطنوها، ومازال أحفادهم هناك، وقد دخلها الإسلام في وقت مبكر مع الديانات الأخرى التي أتت مع الأعراق الهندية والصينية. والمسلمون منهم شديدو التدين، لذلك استوطن كثير منهم أرض الحجاز، حتى بات لهم وجود كبير في مكة المكرمة والمدينة المنورة. وقد عرف عن هؤلاء الجاوة، شدة الأناقة والنظافة، كانت تأتي «الفوط» التي كان يلبسها أهل الحجاز، الأغنياء والفقراء، على حد سواء، لكن هناك درجات في هذه «الفوط»، بعضها يشبه الحرير، وهو الذي يسمى«سمريندا» وبعضها من الأقمشة العادية، و «الزراير» الذهبية والاقلام «الباركر»، اناقة الجاوة، يردها بعض الناس، إلى تأثير الاستعمار«الهولندي» ويردها بعضهم إلى التنوع العرقي الكبير، لكن تظل الميزة الأكبر في الجاوة، هي لطفهم وكرمهم وسلامة طويتهم التي تجعلهم عرضة لابتزاز ضعاف النفوس،
وكان حجاج الجاوة قبل شيوع استخدام الطائرات يأخذون أكثر من شهر حتى يصلوا ميناء جدة، وغالبا مايهل وفد الجاوة، مع قدوم شهر رمضان، لتكون عودتهم، مع بداية شهر محرم. وهناك تأثير واضح لهؤلاء الحجاج، في منطقة الحجاز، فهم من ادخل اليها كرة القدم والعديد من اطعمة المائدة الحجازية، ومن عندهم تأتي القمصان والفوط الفاخرة «السمرندا» وكل شخص كان يعرف مستواه الاجتماعي، بالفوطة التي يأتزر بها وبالازارير التي على صدره،
ومن الخدمات التي كان للجاوة فضل كبير في دخولها مبكرا إلى الحجاز الخدمات البنكية حيث أسست الحكومة الهولندية، مصرفا في جدة ليصرف منه الحجاج الجاوة، الصكوك المالية التي تكون بحوزتهم عند قدومهم بالبواخر. ووجود الجاوة في الحجاز هو ما دفع الهولندي«ك.سنوك هورخرونيه» بتأليف كتابه الهام«صفحات من تاريخ مكة المكرمة» وقد دخل إلى مكة باسم مستعار وبقي فيها حتى أغسطس عام 1885م.

## أسباب هجرتهم
في النصف الأول من القرن التاسع عشر، هاجر كثير من الجاوة الي بلدان أخرى، ومنها الحجاز، لتزايد الضغط من الحكومة الاستعمارية البرتغالية وسقوط كثير من الممالك والسلطنات بأيديهم، وبعض الحكام نفي من دياره، والبعض الآخر هرب من بطشهم بعد مقاومتهم لهم، أما الأغنياء من تلك المناطق فخرجوا بأموالهم وابنائهم هربا من سطو جيوش القوى الاستعمارية لهم. أختار غالبية المهاجرون المسلمين الحجاز وبصفة خاصة مكة المكرمة مكانا لهجرتهم رغبة في مجاورة بيت الله.

## أماكن تواجدهم
يتواجد الجاوة السعوديون في مدن غرب المملكة العربية السعودية ويتركزون في مكة المكرمة.

## دورهم في المجتمع السعودي
يوجد الكثير من الأطباء والمدراء السعوديين من أصول جاوية في منطقة الحجاز، بالإضافة لتوليهم لمناصب عليا في الدولة كوزير الحج والعمرة السعودي السابق، محمد صالح بن طاهر بنتن.

## تأثيرهم في المطبخ السعودي

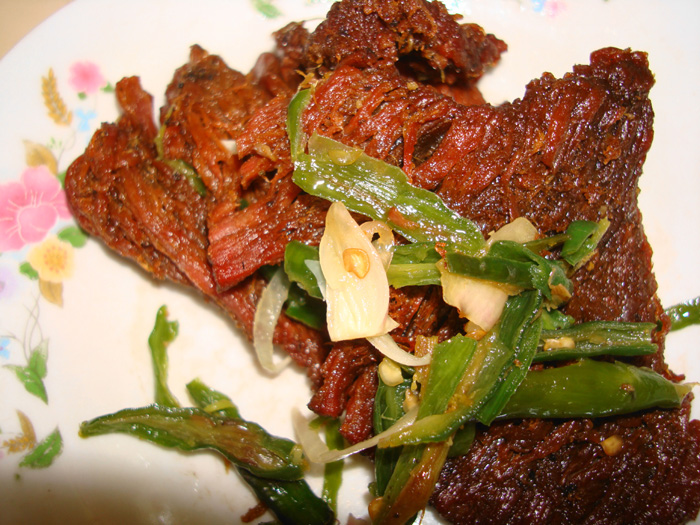
دندن باتوكوك.

أثر الجاوة كثيراً في المطبخ السعودي، فتجد أطباقهم قد اشتهرت وشاعت في المجتمع السعودي مثل طبق:
- الرز المقلي (ناسي قورن) هو أرز مطهو على البخار في حليب جوز الهند وطبق توابل أصلا من آتشيه، إندونيسيا
- دندن أو ناشف: شرائح رقيقة من اللحوم المجففة. تم حفظها بخليط من السكر والتوابل وتجفيفها من خلال عملية القلي. وهي أصلا تعود لشعب المينانغكابو.
- رندن
- ساتي : هو طبق من اللحم المشوي، يقدم مع صلصة.
- قادو قادو
- سوب (مرقة أو مسلوقة)
- مقلقل لحم ودجاج
- اللكسة: (لاكسا) هو حساء معكرونة حار، يتكون من نودلز الأرز أو الشعيرية مع الدجاج أو الروبيان أو الأسماك، وتقدم في حساء حار مصنوع من حليب جوز الهند الحار
- الايكن: سمك ناشف مملح
- السمبل صوص حار وبارد
- الاقر والماسية
- الانقر منيس (مثل المهلبية)
- الشعيرية بالحليب والهيل

## لغة
يتحدث الجاوة السعوديون اللغة العربية باللهجة الحجازية، وقديما كان هناك بعض كبار السن منهم لا يزال يتحدث لغته الأم ولو بشكل جزئي بسيط (منقرضة حاليا).

## سعوديين من أصل جاوي
منهم:
- صالح راوة شيخ الجاوه الشافعي، نزيل مكة المكرمة: ولد ببلده، ثم قدم مكة، وجاور بها سنين عديدة، وتلقّى العلم عن مشايخ مكة الفضلاء، كالعلّامة السيد أحمد المرزوقي المالكي، والشيخ عثمان الدمياطي الشافعي، وأثنى عليه مشايخه، وأذنوا له بالتدريس، فدرّس، وتلقّى عنه كثير من العلماء الجاوه الأفاضل، وتوفي سنة 1270هـ بمكة، ودفن بالمعلاة.[13]

## القائمة
عوائل الجاوة في مكة والحجاز

## وصلات خارجية
- چيتچت: موقع بأربع لغات للترجمة والبحث
- إيجاوي - سيستم ڤمبلاجرن توليسن جاوي لتحويل الخط الرومي إلى الخط الجاوي وترجمته، كما بالعكس
- تروجا - لتحويل المواقع والنصوص من الرومي إلى جاوي. من تصميم اونيۏيرسيتي کبڠساءن مالايسيا